# Змішувач (електроніка)

Ідеальний змішувач здійснює перемножування вхідних сигналів.

Змі́шувач — це пристрій призначений для перетворення сигналів однієї частоти в сигнал іншої частоти без зміни форми коливання. Наприклад, перетворення звукової хвилі 20 Гц-20 кГц (які сприймає слух людини) на середньохвильову частоту 800 кГц на якій ведеться радіо мовлення підсиливши їх кілька разів. Звичайно це дуже спрощено, на практиці хвиля проходить кілька змішувачів фільтрів каскадів підсилення.
Змі́шувачі є одним з головних елементів перетворювачів частоти в сучасних радіоприймальних пристроях. 

## Різновиди
Змішувачі підрозділяються на два основних типи:
- Адитивні, в яких сумується напруга сигналу і гетеродину і потім детектується яким-небудь нелінійним елементом.
- Мультиплікативні, в яких напруга гетеродину і сигналу перемножуються.

В обох випадках змішувачі можуть бути активними, в вигляді каскаду підсилення, і пасивними. В пасивних змішувачах можуть використовуватись діоди або польові транзистори як керовані резистори. Пасивні змішувачі мають більший динамічний діапазон, менше перенавантажуються сильними сигналами.
Найпростішим змішувачем може бути один нелінійний елемент, наприклад, діод. Більш складні, балансні схеми, складаються з декількох діодів і симетруючих трансформаторів.
Змішувач, зазвичай, має два входи і один вихід:
- Вхід «Гет.» («LO», local oscillator) використовується для подачі сигналу гетеродина ( певної немодульованої частоти, відносно якої виконується перетворення). Цей сигнал повинен перевищувати решту сигналів приблизно на порядок (на 10 дБ);

- Вхід (Вихід) «ВЧ» («RF», radio frequency), і
- Вихід (Вхід) «ПЧ» («IF», intermediate frequency) — використовуються для подачі і отримання сигналів низької або високої частот, в залежності від того, як іде перетворення: з підвищенням частоти, або з пониженням.

На виході змішувача отримуємо змішаний сигнал, в який входять такі частоти:
- Сумарна частота вхідних сигналів;
- Частота, яка дорівнює різниці частот вхідних сигналів ;
- Обидві вхідні частоти, які є паразитними, тому від цих сигналів намагаються позбутися, застосовуючи фільтри.

При роботі реального змішувача, окрім основного сигналу, на виході присутні також побічні складові, утворені гармоніками сигналу і гетеродину, які повинні бути відфільтровані смуговим фільтром або ФНЧ.
Важливою властивістю змішувача є збереження спектра сигналу, тобто його модуляції та інших параметрів.
Існують цифрові змішувачі. Наприклад, логічний елемент XOR, у якого два входи і один вихід: якщо подати на його входи достатньо сильні сигнали (наприклад гетеродин 65 МГц і ЧМ сигнал ~70 МГц), то на виході після ФНЧ можна спостерігати сильний сигнал різниці (ЧМ ~5 МГц), прида́тний для подальшої обробки цифровою схемою.

## Балансні змішувачі
Змішувачі, які виконують функцію перемноження напряму, ідеально відтворюють гармоніки з комбінаційними частотами. Однією, загальною властивістю таких змішувачів є те, що вони спочатку перетворюють вхідну напругу в струм, а потім виконують перемноження струмів. Реальні змішувачі складні для аналізу, і тому їх експлуатаційні якості визначаються низкою характеристик. Нижче йде перелік головних технічних вимог до змішувачів, від більш до менш важливих.
- Діапазон робочих частот. Змішувачі застосовують в приймачах, працюючих від дуже низьких частот до десятків гігагерц. Типові серійно вироблені змішувачі мають максимальну робочу частоту від 100 МГц до 2,5 ГГц. Діапазон робочих частот є фундаментальною специфікацією проекту, яка в значній мірі визначає кінцевий вибір типу змішувача.

- Динамічний діапазон. Це одна з найважливіших технічних характеристик змішувача. Значний ріст числа передавачів і наявність джерел завад означає, що сучасні радіоприймачі, зазвичай, працюють в жорстких умовах завад. Навіть в умовах малого рівня корисного сигналу, наприклад, в супутникових системах зв'язку, від приймача вимагається, щоб він зберігав працездатність і характеристики в присутності сильних перешкоджаючих сигналів. Нижня межа динамічного діапазону змішувача визначається його коефіцієнтом шуму, в той час як верхня межа визначається рівнями компресії коефіцієнта передачі, інтермодуляційних складових і теплового руйнування.

- Коефіцієнт шуму. Як правило, змішувачі мають коефіцієнт шуму в межах від 6 до 20 дБ. Коефіцієнт шуму пасивних змішувачів чисельно дорівнює втратам перетворення. Коефіцієнт шуму активних змішувачів залежить від конфігурації схеми і типів електронних компонентів. Загальноприйнято, але не обов'язково, перед першим змішувачем ставити малошумлячий підсилювач для зниження коефіцієнта шуму приймача в цілому.

- Коефіцієнт передачі. Доступність готових підсилювачів, перекриваючих різні смуги частотного діапазону, знімає вимогу до змішувача мати підсилення. Більше того, надмірне підсилення змішувача може зменшити динамічний діапазон приймача в цілому. В більшості випадків, надмірні втрати перетворення змішувача також небажані, особливо для пасивних змішувачів. Активні змішувачі забезпечують коефіцієнт передачі в діапазоні від −1 до +17 дБ, в той час як пасивні змішувачі мають типове значення втрат перетворення від 5,5 до 8,5 дБ.

- Гетеродинний сигнал. Ідеальний змішувач був би нечутливим ні до рівня гетеродинного сигналу, ні до рівня кратних гармонік, але в дійсності параметри гетеродина повинні відповідати параметрам змішувача. Пасивні подвійні балансні діодні змішувачі вимагають рівень гетеродину від +7 до +23 дБ. Активні змішувачі вимагають рівень гетеродину в межах від −20 до +30 дБ, в залежності від типу. Таким чином, розробка гетеродинного генератора зв'язана з вибраним типом змішувача.

- Розв'язка. Розв'язка являє собою параметр, характеризуючий міру подавлення паразитного проходження сигналу, прикладеного до якого-небудь порту змішувача, на два інших виводи. Єдиний сигнал, який повинен бути присутнім на виході змішувача — це сигнал проміжної частоти. Величина розв'язки залежить від того, чи є змішувач небалансним, простим балансним або подвійним балансним. Небалансні змішувачі взагалі не мають розв'язки між портами. Подвійні балансні змішувачі мають найкращу розв'язку між трьома виводами.

- Узгодження імпедансів. Всі три порти змішувача повинні бути узгоджені з відповідним трактом. В активних змішувачах в результаті невідповідності знижується коефіцієнт підсилення. Пасивні змішувачі особливо чутливі до невідповідності по виходу проміжної частоти, в результаті чого виникають великі втрати перетворення і великий рівень паразитних добутків перетворення. Незалежно від того, активний чи пасивний змішувач, для отримання оптимальних його параметрів повинно бути виконано ретельне узгодження його портів з відповідними трактами.

- Простота розробки і реалізації. Дуже складні системи важко як розробляти, так і виготовляти. Менша кількість компонентів знижує вартість системи, збільшує надійність, полегшує технічне обслуговування і потребує меншої кількості запасних деталей.

Занадто складний проект приводить до значного подорожчання обладнання, тому розробники повинні прагнути до отримання максимальних характеристик при мінімумі компонентів.

## Деякі види змішувачів

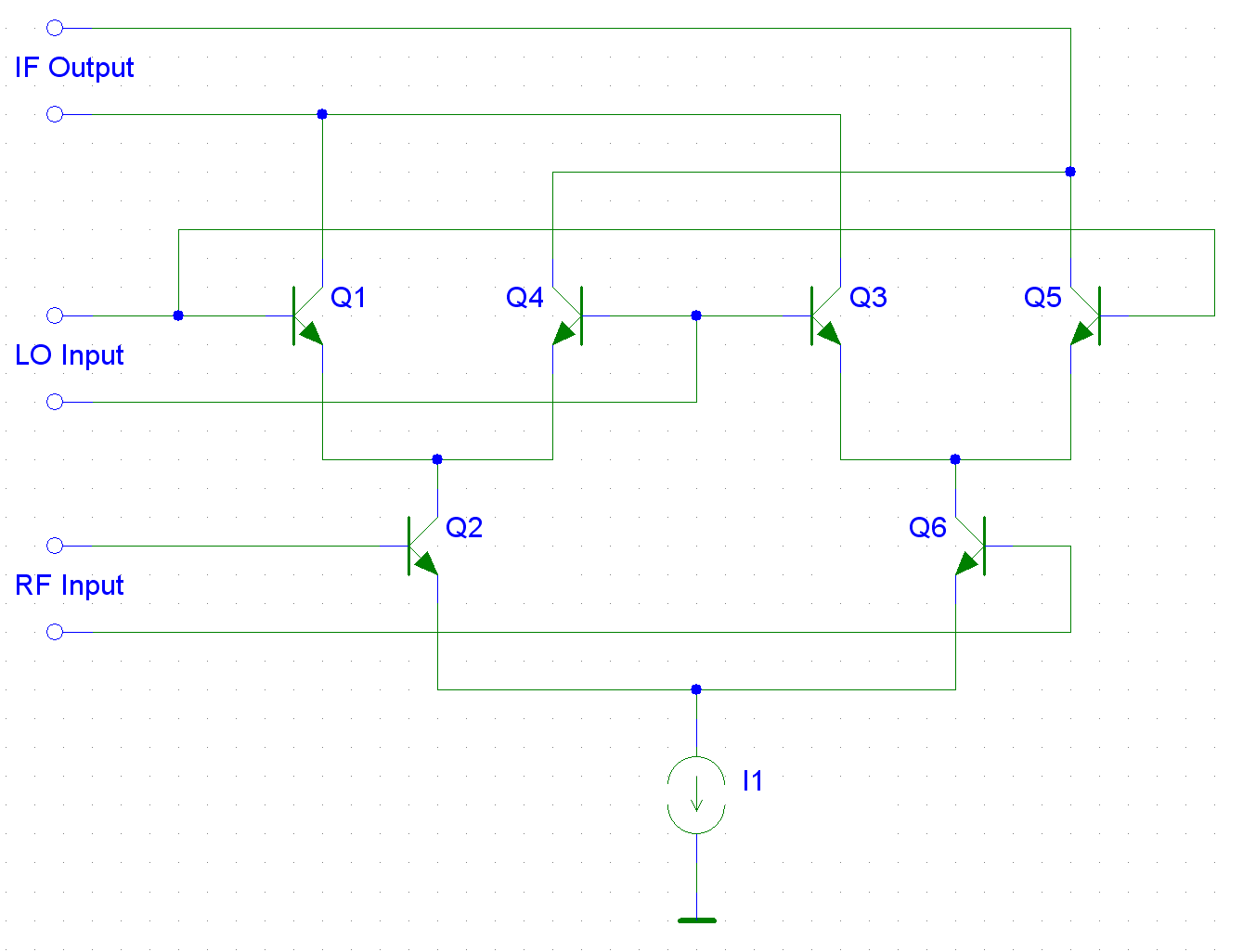
Basic circuit of a Gilbert cell

Схема Гілберта — схема чотирьохквадрантного аналогового помножувача, запропонована Баррі Гілбертом в 1968 році. Виконує функцію змішувача або балансного модулятора в більшості сучасних радіоприймачів і стільникових телефонів.